# نفت‌چاله
نفت‌چاله (به لاتین: Neftçala) یک شهر در جمهوری آذربایجان است که در شهرستان نفت‌چاله واقع شده‌است. نفت‌چاله ۲۰٬۵۱۰ نفر جمعیت دارد و -۲۶ متر بالاتر از سطح دریا واقع شده‌است.

## ریشه واژه
نام شهر برگرفته از واژه‌های فارسی نفت و چاله است.

## تاریخ
نفت‌چاله در طول تاریخ خود به دلیل نزدیکی به رودخانه و ارتفاع نسبتاً کم شهر دچار سیل‌زدگی شده است.
نفت‌چاله در ۴ دسامبر ۱۹۵۹ میلادی عنوان شهر را دریافت کرد.
امروزه یک کاخ فرهنگ، موزه مطالعات منطقه‌ای و موزه گالری در این شهر وجود دارد.

## جغرافیا
این شهر در ۱۲ کیلومتری جنوب غربی دلتای رودخانه کورا جای دارد.۱ فاصله آن تا شهر باکو پایتخت جمهوری آذربایجان ۱۸۱ کیلومتر است.

## اقتصاد
مردم عمدتاً در بخش‌های تولیدی، شیلات، ترابری و خدمات شاغل هستند.
این شهر دارای یک کارخانه خودروسازی و ماشین‌آلات است.

## ورزش
این شهر دارای باشگاه فوتبال به نام باشگاه فوتبال نفت‌چاله است که چندین بار در لیگ دسته اول فوتبال جمهوری آذربایجان به قهرمانی رسیده است.